# Парк имени Ивана Франко (Львов)
Парк и́мени Ива́на Франко́ (укр. Парк імені Івана Франка) — парк в Галицком районе Львове (Украина), памятник садово-паркового искусства местного значения (с 1984). Парк охраняется как национальное достояние, это природоохранный и рекреационный объект.
Парк имени Франко расположен на склоне взгорья, возвышающегося над Львовской котловиной в центральной части города. Ограничен улицами Крушельницкой (бывшая Чернышевского), Университетской, Листопадового Чина и Яна Матейко. В партерной части парка находится комплекс памятника Ивану Франко, расположенный напротив Львовского университета; напротив верхней части парка находится гостиница «Днестр». Общая площадь парка Ивана Франко составляет 10,6 га.

## История
Первый публичный парк во Львове, он был основан в конце XVI столетия на территории бывших городских полей, находившихся сначала в собственности богатой мещанской семьи Шольц-Вольфовичей. В 1614 году городская власть временно передала парк в пользование монахам-иезуитам, которые начали строительство во Львове своего костёла и монастыря. Монахи построили здесь кирпичный завод, чтобы обеспечить это строительство кирпичом. Здесь также построили пивоварню, а часть земель сдали в аренду крестьянам и открыли для них корчму. Это временное пользование длилось почти 160 лет, пока с приходом австрийской власти не был ликвидирован орден иезуитов. На картах Львова и в исторических документах тех времен встречается название «Иезуитский сад» или «Иезуитские огороды».
В 1655 году здесь размещалась артиллерия русских войск, которые вместе с войсками Богдана Хмельницкого осаждали Львов.
В 1773 году он перешёл в собственность австрийских властей. В 1835 году посреди парка была сооружена грациозная беседка — ротонда, которая сохранилась до сих пор. В нижней части парка, там, где ныне находится главный корпус Львовского университета, было «казино Гехта». Парк ещё несколько раз менял владельцев, но это не спасало его от постепенного запустения, пока в 1855 году он не перешёл в собственность города. Парк начал обустраивать известный городской садовник Бауэр, который упорядочил территорию в ландшафтном стиле. Большинство деревьев было посажено на протяжении 1885—1890 годов. В 1886 была проложена центральная аллея, продолжающая улицу Ягеллонскую (ныне Сечевых Стрельцов). В междувоенный период назывался парком Костюшко в честь польского национального героя Тадеуша Костюшко. В советский период парк получил имя писателя Ивана Франко, который жил напротив него в 1878—1879 годах (на современной улице Крушельницкой).
В 1894—1896 годах Общество развития и украшения города установило напротив здания Галицкого сейма (ныне здание Львовского университета) бюсты Яна Добжанского — литератора, Яна Непомука Каминского — директора польского театра, Леона Сапеги — наместника Галиции, Артура Гротгера — львовского живописца, епископа С. Гловинского — основателя фонда образования молодежи, а в аллее — бюст графа И. Дунин-Борковского — поэта-эллиниста. На клумбах перед зданием сейма стояла чугунная ваза с барельефами, которые изображали в свободной интерпретации работу Б. Торвальдсена «Течение человеческой жизни». В 1949 году после снятия памятника наместнику Агенору Голуховскому, который стоял при входе в парк с нынешней ул. Сечевых Стрельцов, вазу перенесли на место памятника, где она находится до сих пор.
В советский период здесь также размещался кинотеатр «Парк». В 1964 году перед университетом в парке установили памятник И. Франко (скульпторы В. Борисенко, Д. Крвавич, Э. Мисько, В. Одреховский. Я. Чайка, архитектор А. Шуляр).
Ранее в парке находилось здание Украинского общества охраны природы, сейчас в нём находится консульство Болгарии. В верхней части парка расположился домик садовника, ниже от него детская площадка

## Растения
Основу насаждений составляют деревья, посаженные в 1855—1890 годах: дубы, клёны, липы, тополь черный, туи, сосны, ясень, конский каштан, ольха, ели, акация белая, вяз, тополь белый, сирень, бук лесной, граб. Позже были посажены также более редкие и экзотические растения: бундук канадский, гледичия трёхколючковая, магнолия Кобус, орех черный, дуб скальный, софора японская, лиственница польская, бархат амурский, кипарисовик горохоплодный, айлант высочайший и другие.
|                                                  |  |                                                 |  |                  |  |                                                                              |
| Центральная прогулочная аллея парка имени Франко |  | Сторона, прилегающая к улице Листопадового Чина |  | Альтанка-ротонда |  | Выход из парка в районе пересечения улиц Университетской и Сечевых Стрельцов |